# Pag-Brücke
Die Pag-Brücke, kroatisch Paški most, ist eine Straßenbrücke, die die Insel Pag mit dem kroatischen Festland verbindet. Sie steht in einer kargen, fast vegetationslosen Landschaft am südwestlichen Ende der Insel, wo sie die zweispurige Staatsstraße D106 in einer Höhe von 35 m über die Meerenge Ljubačka Vrata führt.

## Beschreibung
Die 279,6 m lange und ursprünglich 9 m breite Betonbogenbrücke wurde von Ilija Stojadinovic entworfen und in den Jahren 1967 und 1968 von Mostogradnja ausgeführt. Wenige Jahre zuvor hatten sie die Šibenik-Brücke mit einem ähnlichen Betonbogen erstellt. Sie bilden zusammen mit den beiden 12 Jahre danach fertiggestellten Krk-Brücken die erste Generation der großen kroatischen Betonbogenbrücken. Man war damals noch der Ansicht, dass Betonbrücken praktisch keine Wartung benötigten, im Gegensatz zu Stahlbrücken, die regelmäßig gestrichen werden müssen.
Die Pag-Brücke hat einen Stahlbeton-Bogen mit einer Stützweite von 193,2 m und einer Pfeilhöhe von 27,6 m mit einem Pfeilverhältnis von 1:7. Der Bogen besteht aus einem 7 m breiten, rechteckigen, dreizelligen Hohlkasten, dessen Bauhöhe von 2,3 m an den Kämpfern zunimmt bis auf 3,0 m im Bogenscheitel. Der Bogen wurde in 30 m langen Segmenten vorgefertigt, die anschließend von einem Schwimmkran an ihre Position gehoben und abgespannt wurden, bis der Bogen komplett war und sich selbst tragen konnte.
Der Fahrbahnträger wird von einer Reihe von je zwei schlanken Betonstäben mit Querbalken gestützt. Der Fahrbahnträger bestand ursprünglich aus vier parallelen Spannbetonbalken, die in Abschnitten vorgefertigt und mit dem Schwimmkran eingehoben wurden. Die Zwischenräume wurden anschließend mit Ortbeton geschlossen, so dass sie eine Fahrbahnplatte bildeten.

## Korrosions- und Kriegsschäden

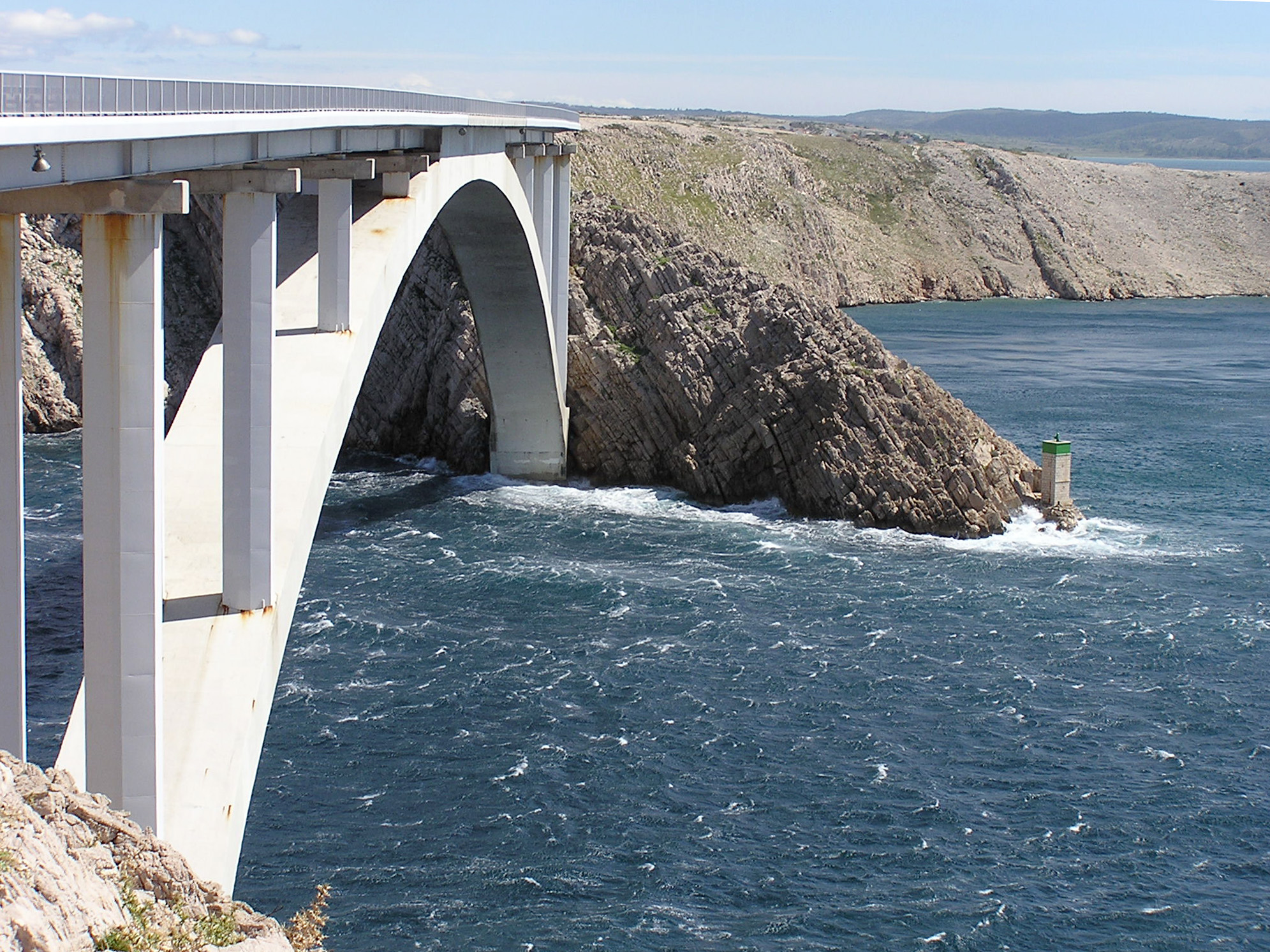

Bereits die Baustelle hatte mit der heftigen Bora zu kämpfen. Über die Jahre verteilte sie den Gischt des Meeres immer wieder auf der ganzen Brücke, wobei der Salzgehalt der Adria  mit 3,5 % bis 3,8 % deutlich höher ist als der anderer Meere. Es stellte sich heraus, dass der Beton infolgedessen 1–5 % Chloridionen anstelle der als zulässig gehaltenen 0,4 % enthielt. Obendrein betrug die damals übliche Betonüberdeckung nur 1,5 cm, in der Praxis oft auch weniger. 1978 begann man die Korrosionschäden zu reparieren, 1984 und 1988 mussten Sturm- u. Korrosionsschäden in größerem Umfang behoben werden. 1991 wurde die Brücke im Kroatienkrieg erheblich beschädigt. Zunächst konnte sie nur provisorisch repariert werden.

## Grundlegende Erneuerung
1999 führte man eine grundlegende Reparatur aus. Dabei wurde der Fahrbahnträger durch eine Stahlkonstruktion mit einer orthotropen Platte ersetzt und die Stützen erhielten eine Stahlblechummantelung, die mit Leichtbeton aufgefüllt wurde. Die leicht verbreiterte Brücke (von 9,0 m auf 10,5 m) wurde am 29. Dezember 1999 endgültig feierlich dem Verkehr übergeben.